# 卡岑河 (韋勒河支流)
51°57′12″N 8°49′16″E / 51.953417°N 8.821088°E

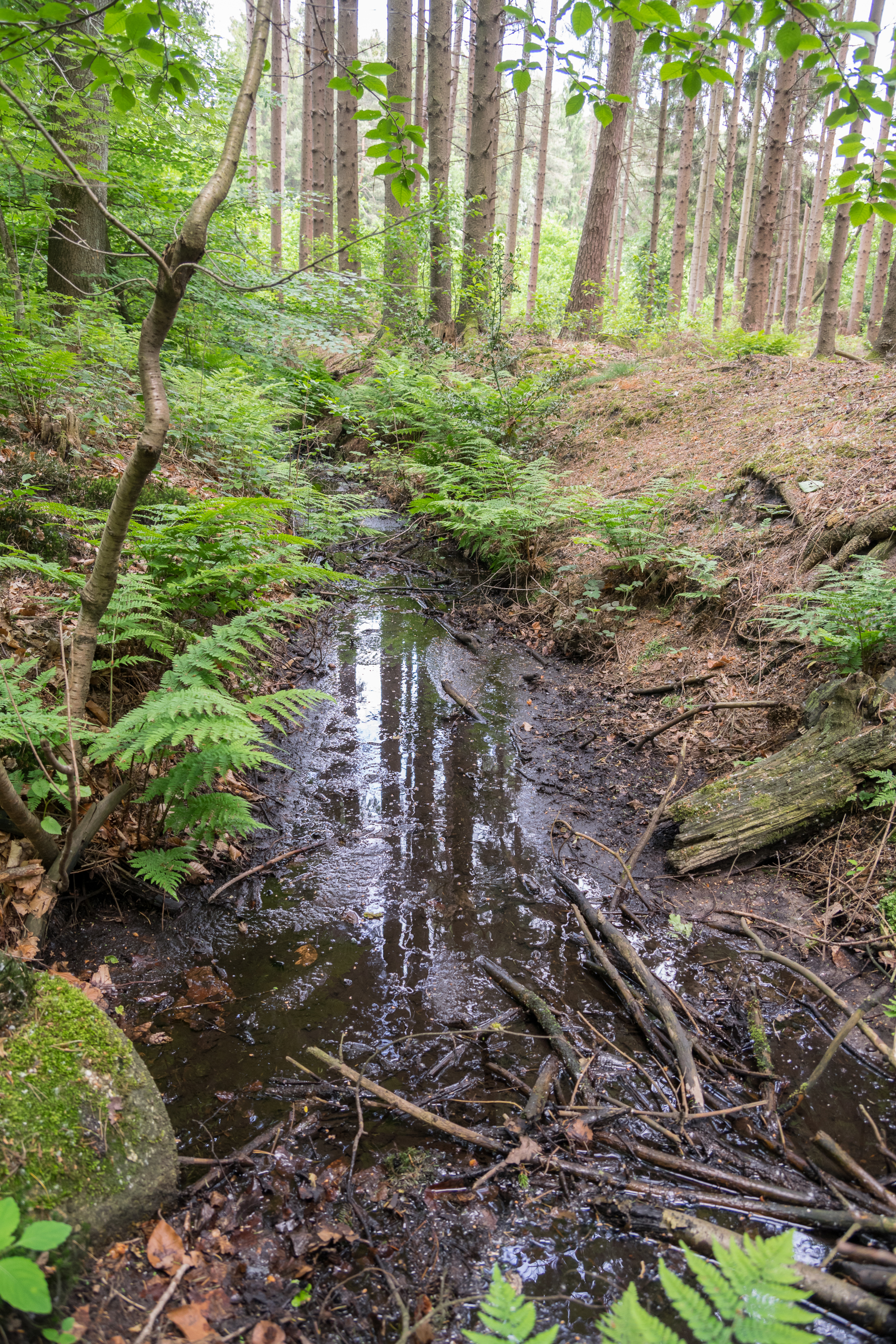

卡岑河（德語：Katzenbach）是德國的河流，位於該國西部，處於北萊茵-威斯特法倫州，屬於韋勒河的左支流，河道全長1.7公里，發源自代特莫爾德以東。